# Erste Schlacht von Krithia
Marineoperationen – Arıburnu – Kap Helles – Krithia I – Krithia II – Krithia III – Zığındere – Sarı Baır – Kirte Bağları – Kanlısırt – Anafartalar – Anafarta – Kılıçbayır – Chunuk Bair – Scimitar Hill – Höhe 60
Die Erste Schlacht von Krithia war der erste alliierte Vorstoß nach der Landung am Kap Helles während der Schlacht von Gallipoli. Der Angriff begann am 28. April 1915 am Kap Helles, wo die britischen Truppen drei Tage zuvor gelandet waren, und brach infolge der inkompetenten Führung, des Mangels an Kommunikation und der Erschöpfung und Demoralisierung der Truppen zusammen.

## Lage
Am Morgen des 25. April 1915 war die britische 29. Division unter dem Befehl Major General Aylmer Hunter-Westons an fünf Strandabschnitten rund um Kap Helles an der äußersten Südwestspitze der Halbinsel Gallipoli gelandet. Die beiden Hauptlandezonen 'V' und 'W' waren hart umkämpft und die Briten hatten schwere Verluste erlitten. Eine flankierende Landeoperation am Strandabschnitt 'Y' an der ägäischen Küste stieß auf keine Gegenwehr. Da aber die Truppen dort keine weiteren Instruktionen erhalten hatten, unternahmen sie keinen weiteren Versuch landeinwärts vorzurücken oder sich einzugraben. An diesem ersten Tag waren die Etappenziele der Briten, das Dorf Krithia (türkisch Kirte, heute Alçıtepe) und der nahegelegene Hügel Achi Baba, völlig unverteidigt. Als später am Tag türkische Verstärkungen heranrückten, waren die Briten gezwungen, den Strandabschnitt 'Y' zu evakuieren. Die Chance eines schnellen Sieges war verpasst.
Nach heftigen Kämpfen war es den Briten doch gelungen, sich am Strand festzusetzen und zwei Landeköpfe zu sichern. Das französische Corps expéditionnaire d’Orient, das am 25. April zunächst einen Ablenkungsangriff auf Kumkale auf der anderen Seite der Meerenge unternommen hatte, war nun übergesetzt und hatte seine Stellungen an der rechten Flanke der Briten bezogen. Am Nachmittag des 27. April war es den Alliierten gelungen, die Frontlinie ca. 2 km landeinwärts in Richtung Krithia zu verschieben. Diese neue Frontlinie war die Ausgangsstellung für den am nächsten Tag geplanten Angriff auf Krithia.
Der erbitterte Widerstand, den die Türken am Tag der Landung geleistet hatten, führte dazu, dass die Briten die tatsächliche Stärke der Verteidiger weit überschätzten. Da sie die türkischen Soldaten für schwache Kämpfer hielten, glaubten sie, dass ihnen zwei türkische Divisionen gegenüberstünden. In Wirklichkeit war die Zahl der Verteidiger den Angreifern im Verhältnis 1:3 unterlegen. Die Türken hatten dort nur zwei Regimenter, die sich allerdings verbissen wehrten, bis Verstärkung eintraf.

## Die Schlacht
Die Schlacht begann am 28. April gegen 8:00 Uhr morgens mit einem Trommelfeuer der Schiffsartillerie. Geplant war, dass die Franzosen ihre Position am rechten Flügel halten sollten, während die Briten eine Schwenkung ausführen, Krithia erobern und den Achi Baba aus südlicher und westlicher Richtung bestürmen sollten.
Dieser allzu komplizierte Angriffsplan war den Brigade- und Bataillonskommandeuren nur sehr grob erläutert worden. Der Divisionskommandeur Hunter-Weston blieb weit entfernt von der Front in seinem Gefechtsstand und war so nicht in der Lage, die Schlacht wirklich zu führen.
Der Vormarsch kam zunächst gut voran, aber als die Briten auf türkische Widerstandsnester stießen, wurde die geschlossene Front auseinandergerissen und die vorrückenden Einheiten hatten keinen Flankenschutz mehr. Weiter landeinwärts wurde der Vormarsch durch das schwierige Gelände verzögert; die britischen Soldaten stießen auf vier tiefe Schluchten, die von den Höhen um den Achi Baba in Richtung Kap verlaufen.
Am äußersten linken Flügel der Briten befand sich die Gully Ravine-Schlucht, die rau und zerrissen war wie das gesamte Gelände an der Anzac-Bucht. Zwei Bataillone der 87. Brigade, das 1. Bataillon des Border Regiment und das 1. Bataillon der Royal Inniskilling Fusiliers, betraten die Schlucht, wurden aber von einem Maschinengewehrnest nahe dem Strandabschnitt 'Y' aufgehalten. Ein weiteres Vorrücken in dieser Schlucht war unmöglich, bis es dem 1. Bataillon der 6th Gurkha Rifles in der Nacht vom 12. auf den 13. Mai 1915 endlich gelang, diese türkische Verteidigungsstellung einzunehmen und auszuschalten. Das Gelände dort ist seitdem als 'Gurkha Bluff' bekannt.
Die erschöpften, demoralisierten und führungslosen britischen Truppen waren nicht mehr in der Lage angesichts des sich verstärkenden türkischen Widerstands weitere Geländegewinne zu erzielen. Im Gegenteil wurden sie durch türkische Gegenangriffe auf ihre Ausgangspositionen zurückgeworfen.
Um 6:00 Uhr abends wurde der Angriff abgebrochen.

## Nachbetrachtung
13.000 alliierte Soldaten nahmen an diesem Angriff teil. Sie erlitten dabei 3.000 Mann Verluste. Im Vergleich mit den späteren Kämpfen war die erste Schlacht bei Krithia nur ein kleineres Gefecht. Aber sie machte sehr deutlich, dass die britische Annahme eines leichten Sieges über einen schwachen Gegner eine Illusion war.
Nach diesem Tag wurde das Kap Helles der Schauplatz mehrerer Abnutzungsgefechte, bei denen der Erfolg an Geländegewinnen von wenigen hundert Metern oder der Einnahme eines Grabens gemessen wurde.